# Laplanduil
De laplanduil (Strix nebulosa) is een imposante uilensoort uit de familie van de echte uilen (Strigidae). Deze uil komt voor in de naaldwouden en gemengde bossen van het noordelijk halfrond. Hoewel de uil vernoemd is naar Lapland, heeft hij zich naast Scandinavië over alle noordelijke delen van de aarde verspreid. Volwassen laplanduilen zijn te herkennen aan hun grote ronde kop met het grijze gezicht (sluier), en de doordringende, gele ogen die omgeven zijn door donkere kringen.
De laplanduil staat bekend om zijn vaardigheid kleine knaagdieren te lokaliseren, zelfs onder een diepe laag sneeuw. Ze vertonen een gevaarlijke agressie naar mensen die te dicht bij het nest komen. Afgezien daarvan is het een soort die bijzonder moeilijk te vinden is. In jaren van voedselschaarste kan de laplanduil ondanks zijn formaat zeer verborgen leven.
Laplanduilen zijn halfnomadisch, met een onregelmatige partnergetrouwheid. Ze bouwen hun nest voornamelijk in gebieden met een groot voedselaanbod. De laplanduil verdedigt zijn broedgebied, maar het foerageergebieden kan gedeeltelijk overlappen met dat van soortgenoten.

## Kenmerken
Zijn formaat is echter bedrieglijk; hoewel de laplanduil bijna even groot is als de oehoe, weegt hij maar de helft. Zo wordt de laplanduil 59 tot 85 cm lang. Zijn omvang bestaat vooral uit veren, die hem beschermen tegen de noordelijke kou.
De buik is licht met donkere strepen; de bovenste delen zijn grijs met bleke strepen. Deze uil heeft geen oorpluimen en heeft de grootste gezichtssluier van alle roofvogels. Onder de snavel bevindt zich een witte kraag of "vlinderdas". De lange staart loopt taps toe naar een afgerond uiteinde.

## Leefwijze
De laplanduil jaagt op vogels en kleine zoogdieren als muizen. Zijn specialiteit is zijn fenomenale gehoor. Met zijn markante, schijfvormige kop scant hij het besneeuwde landschap en is hij in staat de kleinste bewegingen onder de sneeuw waar te nemen.

## Verspreiding en leefgebied
Deze soort komt voor in de noordelijke naaldwouden van Europa, Noord-Amerika en Azië en telt twee ondersoorten.
- S. n. nebulosa (Forster, 1772): noordelijk Noord-Amerika.
- S. n. lapponica (Thunberg, 1798): noordelijk Europa en noordelijk Azië.

## Verwantschap
De laplanduil behoort tot het geslacht Strix, waartoe ook de in Nederland en België voorkomende bosuil behoort.

## Status
De grootte van de populatie is in 2020 geschat op 50-100 duizend volwassen vogels. Op de Rode lijst van de IUCN heeft deze soort de status niet bedreigd.